# Rio Piauí
O rio Piauí é um curso de água que banha o estado do Piauí, no Brasil.